# Orellana la Vieja
Orellana la Vieja ist ein Ort und eine Gemeinde (municipio) mit 2.573 Einwohnern (Stand: 2024) in der spanischen Provinz Badajoz in der Autonomen Gemeinschaft Extremadura. 

## Lage
Orellana la Vieja liegt etwa 120 Kilometer östlich von Badajoz und etwa 90 Kilometer östlich von Mérida in einer Höhe von 350 m. Die Gemeinde liegt am Stausee Embalse de Orellana, in dem der Guadiana aufgestaut wird, und teilweise im Naturpark Zona de Interés Regional Embalse de Orellana y Sierra de Pela.

## Demografie
| Einwohnerzahl (1900–2021)                 | Einwohnerzahl (1900–2021) | Einwohnerzahl (1900–2021) | Einwohnerzahl (1900–2021) | Einwohnerzahl (1900–2021) | Einwohnerzahl (1900–2021) | Einwohnerzahl (1900–2021) | Einwohnerzahl (1900–2021) | Einwohnerzahl (1900–2021) | Einwohnerzahl (1900–2021) | Einwohnerzahl (1900–2021) | Einwohnerzahl (1900–2021) | Einwohnerzahl (1900–2021) | Einwohnerzahl (1900–2021) | Einwohnerzahl (1900–2021) | Einwohnerzahl (1900–2021) | Einwohnerzahl (1900–2021) |
| ----------------------------------------- | ------------------------- | ------------------------- | ------------------------- | ------------------------- | ------------------------- | ------------------------- | ------------------------- | ------------------------- | ------------------------- | ------------------------- | ------------------------- | ------------------------- | ------------------------- | ------------------------- | ------------------------- | ------------------------- |
| 1900                                      | 1910                      | 1920                      | 1930                      | 1940                      | 1950                      | 1960                      | 1970                      | 1981                      | 1991                      | 2001                      | 2011                      | 2021                      |                           |                           |                           |                           |
| 3105                                      | 3646                      | 4184                      | 4884                      | 4895                      | 5879                      | 6925                      | 4528                      | 3939                      | 3999                      | 3356                      | 2955                      | 2627                      |                           |                           |                           |                           |
| Quelle: Instituto Nacional de Estadística |                           |                           |                           |                           |                           |                           |                           |                           |                           |                           |                           |                           |                           |                           |                           |                           |

## Sehenswürdigkeiten
- Burg von Orellana la Vieja aus dem 13. Jahrhundert
- Kirche der Unbefleckten Empfängnis (Iglesia de Inmaculada Concepción) aus dem 16. Jahrhundert
- Dominikanerkonvent von San Benito aus dem 16. Jahrhundert

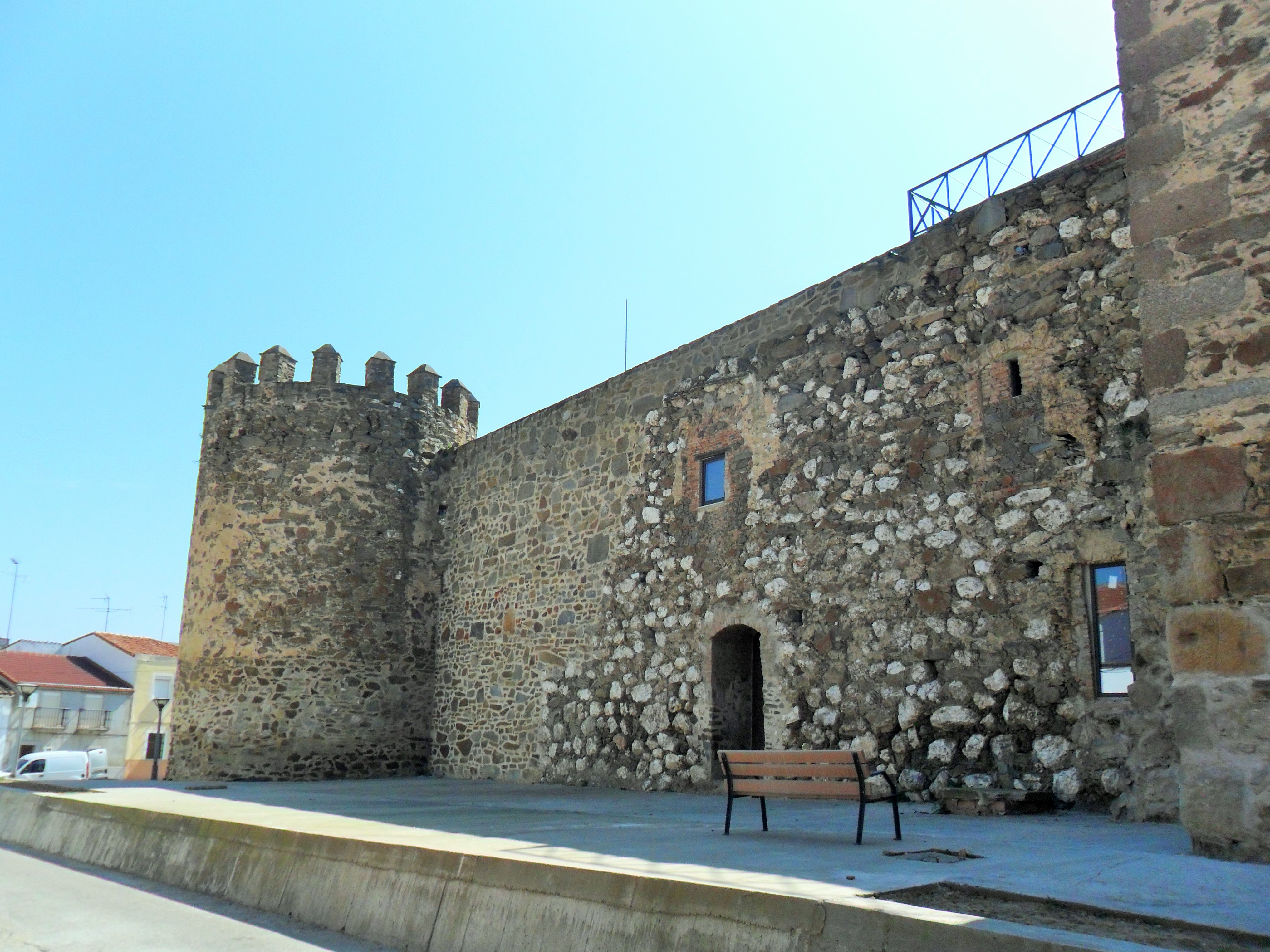
Burg von Orellana la Vieja
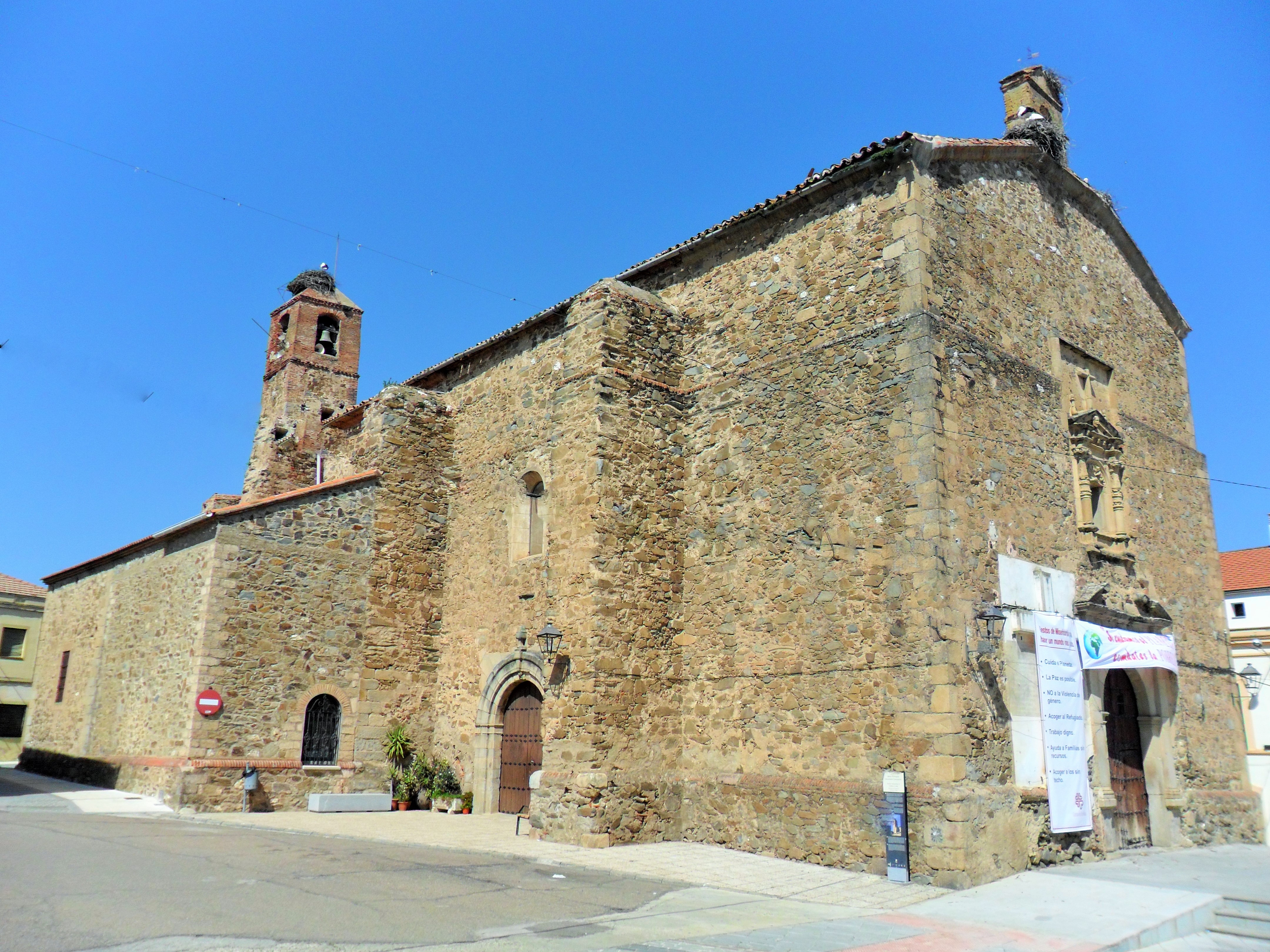
Kirche der Unbefleckten Empfängnis
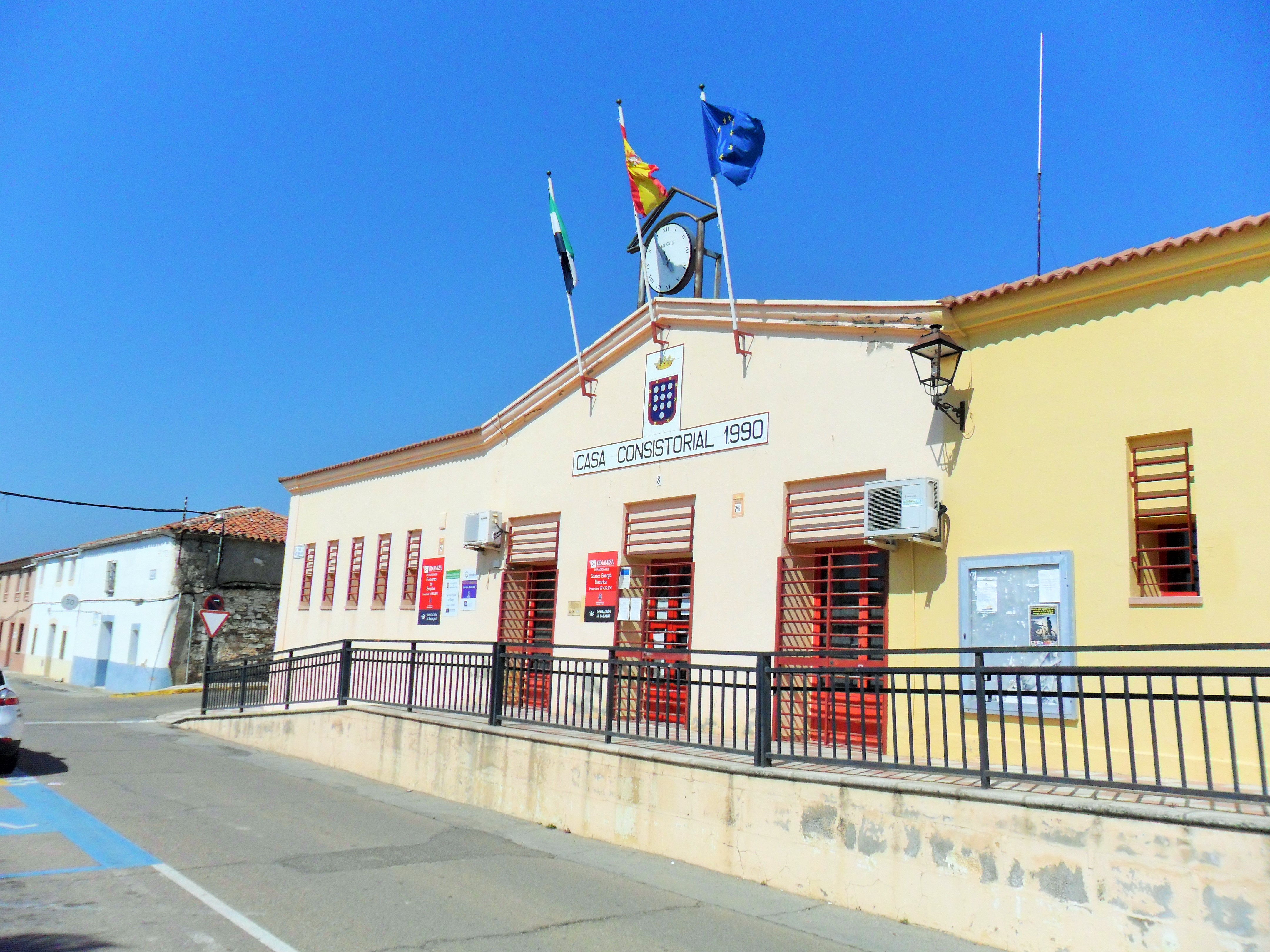
Rathaus

## Persönlichkeiten
- Esteban Sánchez (1934–1997), Pianist und Komponist

## Gemeindepartnerschaft
Mit der spanischen Gemeinde Felanitx auf Mallorca besteht eine Partnerschaft.